# Высота 262
Высота 262 (также хребет Монт-Ормель и Булава (англ. The Mace); высшая точка над уровнем моря — 262 метра) — ключевой участок битвы за выход немецких войск из Фалезского мешка во время Нормандской операции Второй мировой войны. 7-я германская армия была окружена Союзниками около города Фалез, и её командование решило прорваться на восток через цепь холмов Монт-Ормель.  Польские силы заняли высоты 19 августа 1944 года и, потеряв контакт с другими силами союзников, держали на них оборону до полудня 21 августа, тем самым внеся большой вклад в успешное окружение противника.

## Предыстория
Американские успехи, достигнутые в ходе операции «Кобра», дали союзникам возможность окружить и уничтожить немецкие войска к западу от Сены. Американские, британские и канадские войска охватили 7-ю армию, стремясь соединиться в районе Фалеза. Генерал-фельдмаршал Вальтер Модель приказал отступать, но к тому моменту горловина мешка была перекрыта. Вечером 19 августа две боевые группы 1-й польской бронетанковой дивизии закрепились на немецком пути отступления, заняв два северных холма цепи Монт-Ормель.

## Сражение
В ночь на 20 августа поляки окопали защитные позиции. На следующее утро Модель предпринял попытку прорвать кольцо окружения, приказав 2-й и 9-й танковым дивизиям СС атаковать польские позиции на высоте. Около полудня некоторые подразделения 10-й и 12-й дивизий СС и 116-й танковой дивизии смогли прорвать тонкую линию обороны поляков и открыть коридор, пока 9-я дивизия СС сдерживала канадцев. К полудню около 10 000 немцев смогли покинуть мешок.
Хотя поляки были изолированы от основных сил и подверглись мощному натиску немцев, они продолжали упорно удерживать высоту 262, которую называли «Булавой». Их сил было недостаточно для того, чтобы перекрыть немцам пути отступления, однако польская артиллерия могла вести с высоты огонь прямой наводкой по отступающему врагу. Раздражённый высокими потерями, командующий 7-й армии генерал-полковник Пауль Хауссер приказал ликвидировать польские позиции. Значительные силы, в числе остатков 352-й пехотной дивизии и некоторых подразделений 2-й танковой дивизии СС, нанесли тяжёлые потери 8-му и 9-му батальонам польской дивизии, однако не смогли захватить их позиции. Оборона стоила полякам большинства боеприпасов, что ставило их в опасное положение; не располагая запасом снарядов, они были вынуждены наблюдать, как мимо высоты выходит из окружения 47-й танковый корпус. После тяжёлых дневных боёв ночь прошла относительно спокойно: местами происходили спорадические столкновения; польская артиллерия продолжала обстреливать отступающих немцев.
Немецкие атаки на высоту 262 возобновились утром 21 августа; поляки понесли новые потери, некоторые даже попали в плен. Около 11:00 в последнюю атаку на позиции 9-го батальона пошли остатки подразделений СС, разбитые в ближнем бою. Вскоре после полудня канадские гвардейские гренадеры добрались до защитников Монт-Ормеля, а вечером началось отступление 2-й и 9-й дивизий СС к Сене.

## Последствия
За время обороны в окружении 1-я польская танковая дивизия потеряла около 20 процентов боевого состава. Вечером 21 августа танки 4-й канадской дивизии встретились с польскими позициями у Кудеара; 3-я и 4-я канадские дивизии расположились в Сен-Ламбере и северном проходе к Шамбуа. Фалезский мешок был запечатан.
К пятидесятилетию битвы, в 1994 году, на высоте 262 был построен мемориальный комплекс с музеем, где ежегодно в августе устраиваются специальные мероприятия.